# Mariakapel (Kessel-Hout)

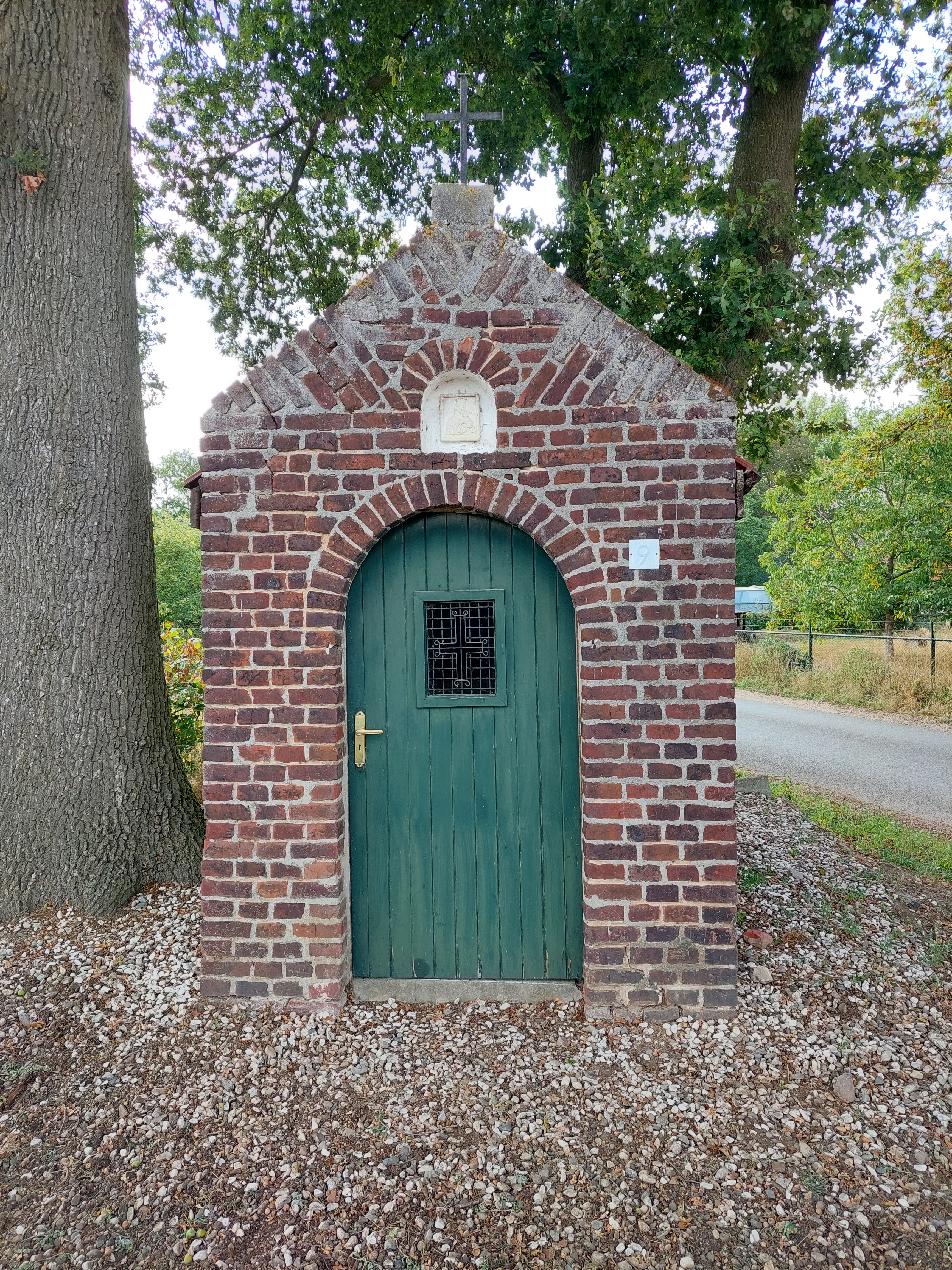
Mariakapel (Kessel-Hout)

De Mariakapel is een kapel in buurtschap Hout bij Kessel in de Nederlandse gemeente Peel en Maas. De kapel staat aan de Bosakkerweg bij nummer 10 (Hoeve De Euland) aan de noordkant van de buurtschap ten noordoosten van het dorp Kessel.
De kapel is gewijd aan de heilige Maria. De kapel staat onder twee lindebomen.

## Geschiedenis
Omstreeks 1850 of in de jaren 1870 werd de kapel uit dankbaarheid gebouwd door de op Hoeve De Euland woonachtige Peter Mertens, nadat hij van chronische hoofdpijn was genezen. Hij had beloofd een kapel te bouwen als hij genezen zou worden.

## Gebouw
De rode bakstenen kapel is opgetrokken op een rechthoekig plattegrond en wordt gedekt door een verzonken zadeldak met rode pannen. In de linker- en rechterzijgevel bevindt zich een klein rondboogvenster. De frontgevel en de achtergevel zijn een puntgevel die boven het dak uitsteken met op de top van de frontgevel een metalen kruis. Hoog in de frontgevel bevindt zich een rondboognis waarin op de achterwand een reliëf aangebracht is van Maria. Onder de nis bevindt zich de rondboogvormige toegang van de kapel die wordt afgesloten met een groene houten deur waarin een rechthoekig venster aangebracht is.
Van binnen is de kapel wit gestuukt en tegen de achterwand is een altaar geplaatst dat bekleed is met tegels en een marmeren plaat als altaarblad. In de achterwand is boven het altaar een spitsboogvormige nis aangebracht met daarin het Mariabeeld. Het slanke kleurrijke beeld toont de heilige met een aureool terwijl zij het kindje Jezus in de uitgestrekte handen voor zich houdt.